# Немачка 2. оклопна дивизија
2. оклопна дивизија формирана је 1935. године, а стационирана у Аустрији после Аншлуса 1938. године. Учествовала је у кампањама у Пољској (1939) и Француској (1940), а затим се вратила у Пољску на окупационе дужности (1940—1941) Учествовала је у Балканској кампањи априла 1941. године, а затим је пребачена на Источни фронт у септембру 1941. године. Борила се у саставу Групе армијâ „Центар“ у бици за Москву и у Курској бици. Након што је на Источном фронту претрпела тешке губитке послата је у Француску ради попуне својих редова и опоравка војника. Борила се у бици за Нормандију, 1944. године, где је готово у потпуности уништена у тзв. „џепу код Фалеза“. Њени редови су још једном попуњени, а затим је учествовала у Арденској бици и борбама на Рајни (1944—1945).
На крају рата, 2. оклопна дивизија предала се америчкој војсци.

## Формирање
2. оклопну дивизију формирао је Вермахт 15. октобра 1935. године од два оклопна пука – 3. и 4. оклопног пука – у Вирцбургу у Немачкој. Њен први командант био је, тада пуковник, Хајнц Гудеријан, који је на том месту остао све до 31. јануара 1938. године. Пуковник Гудеријан је био кључна личност која је успела да убеди Врховну комнаду да концентрише тенкове у дивизије и да их тако може успешно употребити као моћну нападачку снагу. Поред тога, Гудеријан је користио ову новоформирану дивизију да провери своје теорије о оклопном ратовању чиме је дивизија брзо добила статус елитне.
Учествовала је у оба тзв. „цветна рата“ како су у Немачкој тог доба били називани Аншлус Аустрије и окупација Судетске области и Чехословачке 1938—1939. Након Аншлуса предводила је тријуфални марш у Бечу. Покварени тенкови практично су били закрчили путеве од границе код Пасауа па све до Беча. Након тога, 2. оклопна дивизија је без проблема пребачена из Баварске и за стално стационирана у Бечу, као део тамошњег гарнизона. Многи аустријски војници били су пребачени у ову дивизију из малобројних аустријских оклопних снага и Коњичке дивизије некадашњег Аустријског Бундесхера. Остатак трупе био је допуњен новим регрутима, и до 1939. г. ова дивизија је добила надимак „Бечка дивизија“. Дивизија је задржала свој надимак током целог свог постојања упркос чињеници да је крајем 1938. г. у Бечу формирана још један оклопна дивизија - 4. лака дивизија (касније преименована у 9. оклопону дивизију). По првобитној организацији, 2. оклопна дивизија имала је два тенковска пука са по два батаљона и један пук моторизоване пешадије са три батаљона.

## Напад на Пољску
Под новим команадантом (од 1. фебруара 1938. г.), генерал-пуковником Рудолфом Вејелом, учествовала је у инвазији на Пољску, септембра 1939. године, као део 12. оклопног корпуса 14. армије у Групи армија „Југ“ заједно са својој „сестром“, 4. лака дивизија (Немачка)|4. лаком дивизијом. Августа 1939. г. дивизија је пребачена из Беча у базе у новоформираној Словачкој у склопу припрема за напад на Пољску. Многи официри и војници 2. оклопне дивизије веровали су да се ради само о још једном блефу, као што је била мобилизација против Чехословачке годину дана раније. Овог пута, међутим, Хитлер није хтео да прихвати мирољубиво решење као тада.
12. оклопни корпус имао је почетни задатак да заузме град Краков, стару престоницу Пољске. Током свог напредоваља сукобила се са пољском 10. механизованом дивизијиом и 10. оклопном бригадом. Током кампање претрпела је тешке губитке, нарочито током жестоке тенковске битке 18. септембра код Томашов Лубелског.
С друге стране, током инвазије на Пољску, септембра 1939. године, припадници ове дивизије починили су злодело према пољским заробљеницима. 5. септембра 1939. године близу града Топорзиско-Бистра неколико пољских војника који су били заробљени издвојени су из својих јединица, натерани да трче а затим убијених под претпоставком да су покушавали да побегну.
Крајем пољске кампање, 2. оклопна дивизија допрла је све до немачко-совјетске демаркационе линије притом опколивши и заузевши Брест-Литовск.

## Битка за Француску 1940.
2. оклопна дивизија је 10. јануара 1940. г. била распоређена на Западном фронту, у област око града Ајфела.
У рату на Западу током маја и јуна 1940. 2. оклопна дивизија била је у саставу – заједно са 6. и 10. оклопном дивизијом, плус елитни моторизовани пук „Велика Немачка“ – XIX корпуса којим је командовао генерал оклопних трупа Хајнц Гудеријан. XIX корпус био је у саставу „Оклопне групе Клајст“ који је командовао Евалд фон Клајст.
Гудеријан је био рекао Хитлеру да његов оклопни корпус може проћи кроз Арденску шуму, подручје без железничких пруга на коме није било ни једног јединог широког пута али је знао какве ће тешкоће морати да савлада.
Генералу Гудеријану је било наређено да 10. оклопну дивизију распореди на леви бок свог корпуса да га штити од француских напада. Како је напаравио места за то бочно померање 10. оклопна дивизија се морала померити мало ка северу на осу напредовања 1. оклопне дивизије а наређење за комплетан маневар дошло је непосредно пре него што је та дивизија требало да пређе реку Семој. У таквој ситуацији и у таквом тренутку то је била веома сложена промена борбеног распореда, па се могло очекивати оно што се и десило. Због померања удесно јединице 1. оклопне дивизије избиле су на руту 2. оклопне дивизије и с њом се запетљале, а јединице 2. оклопне дивизије, због свог помака удесно, запетљале су се са снагама 6. оклопне дивизије. На овом месту треба истаћи да су у том критичном тренутку савезнички авиони напали те многобројне чепове који су настали „упетљавањем“ немачких оклопних дивизија, вероватно би паралисали читаву немачку офанзиву на Западу. Али ваздушних напада није било и тенкови су се након неког времена успели „размрсити“ и наставити напредовање.
12. маја колоне за снабдевање 2. оклопне дивизије запетљале су се са колонама за снабдевање 6. оклопне дивизије. Једна од великих последица тога била је да су инжењеријске јединице и артиљерија, које су немачком XIX корпусу било очајно потребне због форсирања Мезе код Седана, остале заустављене негде у дубокој немачкој позадини, а поред тога се и сама 2. оклопна тако „запетљала“ након прелаза преко реке Семој да ју је један официр, летећи изнад ње у лаком извиђачком авиону једва успео „распетљати“.
XIX корпус је спорије напредовао до реке Мезе него што се генерал-пуковник Гудеријан надао – и то не због француског отпора или било каквих непријатељских акција, но напросто због оних чепова на путевима. 1. и 10. оклопна дивизија стигле су до Мезе, али је 2. оклопна много била заостала, јер се кретала спорије него што је то од ње било очекивано. А управо је она била једна од најбоље опремљених немачких оклопних дивизија, и имала је уз то и један додатни дивизион артиљерије за који се практично унапред знало да ће бити преко потребан у операцији форсирања Мезе.
Истог дана, 12. маја генерал фон Клајст је позвао у свој штаб генерал-пуковника Гудеријана и наредио му да форсира реку Мезу и да нападне противника у рејону града Седана. Операција треба да почне у 4:00 сати изјутра 13. маја. Гудеријан је саопштио да за спровођење те операције он располаже са само две дивизије, пошто је 2. оклопна дивизија на северном крилу са својом артиљеријом, у то време била још и успорена од стране упорне одбране Француза у сектору Семуа. Он је тражио да се форсирање одложи за неко време, док не буде имао на располагању цео свој корпус. Такав одговор је био нетипичан за генерал-пуковника Гудеријана. Догодило се нешто што се могло сматрати за иронију. Генерал фон Клајст, који је и био постављен за команданта Оклопне групе само зато да обуздава Гудеријана, сада је наређивао напад. Бојажљивост коју је показао дуговао је случајним околностима - мало пре разговора са фон Клајстом, преживео је смртну опасност. За време једног од малобројних ваздушних напада Француза, једна бомба пала је на штаб генерал-пуковника Гудеријана који се налазио у булонском хотелу „Панорама“ и једва је избегао смрт. Парче бомбе погодило је прозор кроз који је генерал гледао и он се изненада нашао под кишом стаклених парчића. Тај случај је избацио Гудеријана из одличне духовне равнотеже. Генерал фон Клајст је одбио да се сагласи са приговором главног тенковског команданта Немачке и наредио му је да започне напад са расположививим снагама.
Генерал-пуковник Гудеријан је одредио да напад изведе дивизија постављена у центру – 1. оклопна. Главни удар треба да се нанесе западно од Седана. Та дивизија појачана је моторизованим пуком „Велика Немачка“. 10. оклопна дивизија је форсирала Мезу преко мочварног терена југозападно од града.
У пет сати изјутра 13. маја 1940. на десном крилу појавили су се и предњи делови 2. оклопне дивизије – 5. оклопна бригада и 2. мотоцистички батаљон. Гудеријан им је одмах наредио да пређу реку. Остали делови 2. оклопне дивизије, без сопствене артиљерије, која је била остала у чеповима у околини Булона, морали су без заустављања улазити директно у борбу.
Исто као и суседне јединице, и 2. оклопна дивизија нашла се на равном брисаном простору, изложена ватри са високих и стрмих јужних обала Мезе. Задатак 2. оклопне дивизије био је да се пробије само до врха неколико ниских узвишења испред себе, а затим да скрене тачно ка западу како би се „угурала“ у распоред француских пешадијских дивизија тачно на споју две армије у правцу северозапада.
Огромни напори које је улагао моторизовани пук „Велика Немачка“ и 1. оклопна дивизија на централном сектору помогли су 2. оклопној дивизији која је чинила десно крило немачког распореда.
Када се уверио да 10. оклопна дивизија и пук „Велика Немачка“ чврсто држе стратешке висове изнад Мезе и да је немачки мостобран безбедан, он је наредио 1. и 2. оклопној дивизији, не обазирући се нимало на тадашње теорије ратовања, да јурну директно ка западу, преко велике равнице коју чине сливови река Ена и Соме.
17. маја, заједно са 1. оклопном дивизијом успева да заузме обалу реке Оазе, док претходница напада град Мој. 19. маја је заузела град Перон а истог дана и град Алберт. У самом граду 2. оклопна дивизија је запленила једну британску артиљеријску батерију која је била паркирана на тргу испред касарне и наоружана само маневарском муницијом. Неки официри су тада предложили генералу Гудеријану да ту остану и да преноће, али им је он наредио да наставе покрет. Још пре сумрака, изненадивши Хитлеров штаб, мањи делови 2. оклопне дивизије су стигли у Абевил, на ушћу Соме, савлађујући неусаглашен отпор савезника. У 21:00 сати те вечери један тенковски батаљон је избио на Ламанш у рејону Неола. Тако је 2. оклопна дивизија постала прва немачка дивизија која је доспела на обалу Ламанша.
Преко 400.000 француских и британских војника са тако нашло у окружењу на обали Ламанша. Тиме је потпуно довршила хватање у клопку свих савезничких снага које су су бориле северно од линије Седан - Абевил. У окружењу се нашла и француска 2. оклопна дивизија којом је командовао генерал Шарл де Гол. 23. маја је бомбардовала и заузела Булоњ.
Након одмора од недељу дана, током кога су биле извршене поправке и прегруписавање, 2. оклопна дивизија је наставила напредовање у унутрашњоста Француске дуж реке Аизне. Током ове друге етапе прва је стигла до швајцарске границе. Два пута је била похваљивана у „Зондермелдунгу“ (нем. Sondermeldung) – ванредном саопшењу Врховне команде Оружаних снага, као једна од најуспешнијих оклопних јединица. Њен командант, генерал-пуковник Вејел био је одликован са два два Гвоздена крста а 3. јуна због заслауга као командант 2. оклопне дивизије бива одликован и Витешким крстом.
У августу 1940. г. дивизија је била враћена у Немачку а затим је септембра исте године пребачена на територију окупиране Пољске ради одмора и попуне. Крајем те године из 2. оклопнне дивизије је узет 4. оклопни пук који је био искоришћен као основа за формирање 13. оклопне дивизије. У Пољској је остала до фебруара 1941.

## Балканска кампања

### Априлски рат
Према плану немачке Врховне команде Копнене војске који је 11. децембра 1940. био поднесен Врховној команди Оружаних снага за напад на Краљевину Грчку – операција „Марита“ – 2. оклопна дивизија ушла је у састав 18. брдски корпуса 12. армије. 18. брдски корпусом командовао је генерал брдских трупа Франц Беме. 12. армија требало је да се концентрише у Краљевини Румунији до 25. јануара 1941. г. тако да буде спремна да у року од 12 часова након пријема наређења уђе у Краљевину Бугарску. 2. оклопна дивизија била је пребачена са трупама другог ешалона у Румунију – између 24. јануара и 5. фебруара 1941. У Румунија је имала задатак да штити земљу а можда још важније и нафтна поља код Плоештија, сперчавајући совјетски утицај и подржавајући режим Јона Антонескуа. Током боравка у Краљевини Румунији 2. оклопна дивизиј је све врема била у борбеном положају за напад на СССР.
Након што је Краљевина Бугарска 1. марта 1941. приступила Тројном пакту, јединице немачке 12. армије – а међу њима и 2. оклопна дивизија – су отпочеле пребацивање на бугарску територију 2. марта у 06:00 часова. У Бугарској је била стационирана у Ћустендилу, на самој граници према раљевини Југославији од 21. до 27. марта. Након пуча у Југославији 27. марта 1941. 2. оклопна дивизија бива пребачена на тромеђу Југославија – Бугарска – Грчка, у околину бугарског града Петрич.
Према операцијском заповести команданта немачке 12. армије број 4 од 2. априла 1941. 2. оклопна дивизија је као део 18. брдског корпуса требало да напредује преко Струмице западно од Дорјанског језера и Ђевђелије ка Солуну, као и преко Вардара ка линији Доден – Вериа. С тим што је требало и да штити бок у правцу Штипа.
Према почетном операцијском плану за напад на Краљевину Југославију – „Директива број 25“ 2. оклопна дивизија требало је да продире преко југословенске територије Струмичким правцем, а потом да скрене на југ и надире ка Солуну ради обухвата утврђене „Метаксасова линије“ – између реке Струме и турске границе – коју су држале три и по грчке дивизије, са запада и одсецања грчких снага које су се налазиле источно од Вардара.
2. оклопна дивизија предузела је напад на Струмичком правцу нешто после поноћи 6. априла и успела је да пређе границу савладавши жилав отпор југословенских граничних трупа и да се око 06:00 часова приближи првом противтенковском рову и утврђеном положају код Новог Села, где је била дочекана јаком ватром. Струмички одред југословенске војске (49. пешадијски пук са артиљеријом) је у жестокој борби а немачким тенковима, који су уз снажну подршку авијације и артиљерије, дејством противтенковских оруђа уништио 14 тенкова, док су им минска поља знатно отежала покрет и нанела осетне губитке. Због тога је 2. оклопна дивизија била принуђена да упуте један брдски гребеном планине Беласице ради обухвата Струмичког одреда југословенске војске са југа и један јачи здружени одред јужним огранцима планине Огражден ради обухвата са северне стране. Пошто су око 07:30 часова успели да пробију први положај у висини села Сушице, немачки тенкови су, захваљујући снажној подршци авијације и артиљерије, пробили и други положај и до 11:00 часова заузели Струмицу. Зато су се трупе Струмичког одреда током ноћи 6/7. априла повукле падинама Пљачковице. Због окружења и великих губитака у људству и материјалу 2. оклопна дивизија је заробила већи део Струмичког одреда док се само мањи део, међу њиме и један батаљон 39. пука био под борбом повукао од Берова и заузео положај на линији Хајдучка чесма – Караула Обозна.
Након заузећа Струмице, 2. оклопна дивизија продужила је надирање у правцу Радовишта и Валандова. Њене оклопне и моторизоване јединице наишле су на снажан отпор Дервентског одреда – 1. батаљон 28. пешадијског пука, један артиљеријски дивизион и једна противтенковска чета – на положају село Владовци – село Сушево, где је било уништено шест тенкова 2. оклопне дивизије. Међутим, наступајући у таласима, уз снажну подршку авијације и артиљерије, успели су да пробију положај Дервентског одреда југословенске војске и да непосредним нападом неутралишу његова артиљеријска и противтенковска оружја и да му нанесу велике губитке у људству и материјалу – једна артиљеријска батерија је била заробљена. Тенкови 2. оклопне дивизије настављајући продор ка Радовишту поново су били здржани снажном ватром моторизованог дивизиона Врховне команде југословенске војске са положаја у висини село Дамјан – село Тополница, а затим је ноћ прекинула борбу и 2. оклопна дивизија је заноћила јужно од Радовишта. А продор њених тенкова у правцу Валандова зауставио је 20. допунски пешадијски пук југословенске Брегалничке дивизије на положајима северно од села Костурина.
У вечерњем извештају немачке 12. армије Строго поверљиво број 830 од 6. априла 1941. у 22:30 часова Врховној команди Копнене војске (у изводу) се помиње да је „2. оклопна дивизија задржана у наступању ка Струмици због разарања мостова и минарања путева, а сада води борбу северно од Струмице против јачих непријатељских снага (око једне дивизије из правца Радовишта)“ .
Дана 7. априла су јединице немачке 2. оклопне дивизије наставиле са продором у правцима Струмица – Валандово и Радовиште – Штип, које је бранила југословенска Шумадијска дивизија. На правцу ка Валандову 2. допунски пук југословенске војске – коме је током ноћи 6/7. априла у помоћ стигао батаљон 72. пешадијског пука Шумадијске дивизије једна чета борних кола типа „Рено“ из Скопља – је код села Костурина пружао огорчен отпор, али су немачки тенкови око 16:00 часова успели да пробију његов фронт, униште југословенску чету борних кола и да до мрака предњим деловима избију на Вардар код села Удова. Разбијени делови југословенског 20. допунског пука и 1. батаљона 72. пешадијског пука су се повукли на десну обалу Вардара, тако да је првац ка Ђевђелији остао отворен. Главне снаге 2. оклопне дивизије су 7. априла неометано наступале на југ у правцу Дорјанског језера где су стигле око 23:00 часа ушавши у Нови Дорјан. Тим је био угрожен правац Кукуш – Солун, те су грчке снаге морале за затварање овог правца ноћу 7/8. априла упутити 19. моторизовану дивизија, која се у том тренутку борила на подручју планине Круше. Истог дана „Метаксисова линија“ била је пробијена на неколико места.

### Операција Марита
Пошто је оставила слабије снаге у области Струмица – Радовиште – Валандово, 8. априла ујутру 2. оклопна дивизија продрла је у Грчку, разбила истакнуте делове грчке 19. моторизиовану дивизију јужно од Дорјанског језера и надирући без отпора ка југу око поднева заузела заузела Кукуш (Киклис) и Карасуле (Поликастрон) и тиме пресекла везу Краљевине Југославије са Солуном. С обзиром да Грци нису располагали било каквим снагама за затварање Вардарске долине и правца ка Солуну а да су делови 2. оклопне дивизије продрли у правцу левог бока и позадине грчких снага на планини Круши грчке снаге су биле принуђене на повлачење током ноћи 8/9. априла.
Упркос тешким и узаним планинским путевима 9. априла 2. оклопна дивизија без отпора наставља даљи продор од Кукуша и у 07:00 часова улази без отпора у Солун. Затим је, око 15:00 часова, принудила команданта грчке Источно-македонске армије (2. грчке армије) да потпише безусловну капитулацију свих грчких снага источно од Вардара, тако да су истог дана по подне обуставиле борбу. Број ратних заробљеника никада нија био установљен зато што су Немци пуштали грчке војнике кућама након што би предали оружје.
Захваљујући пре свега обухватном дејству 2. оклопне дивизије преко територије Краљевине Југославије немачке трупе су веома брзо успела да овладају грчком Тракијом и источном Македонијом. Капитулацијом грчке Источно-македонске армије (2. грчке армије), поразом југословенских снага у Македонији, избијањем немачких снага у рејон Битоља и у област Лерина 10. априла, као и заузимањем долине Вардара ситуацији грчких снага се знатно била погоршала. Таквим развојем ситуације била је онемогућена предвиђена одбрана британско-грчких снага (Групе W) на линији Олимп – Кара камен – Кајмакчалан а ове снаге су биле принуђене на повлачење ка линији : Олимп – Нередска планина – Преспанско језеро с циљем заштите прилаза планини Олимп.
С друге стране пораз југословенских снага у Макеодонији и продор немачких снага у централну Македонију приморали су грчку Врховну команду да нареди повлачење својих снага из централне Македоније и Албаније – 14 дивизија – на линију Олимп – планина Смиклос (кота 2637) – Каловрис – Стругара (кота 1759) – језеро Вунтринтит (Вутротос). На овој линији је требало пружити одсудну битку, но било је исувише касно јер су им немачке окопне снаге ускоро пресекле правце повлачења.
Развојем догађаја између 14. и 16. априла постало је јасно да грчку војску више ништа не може да спаси, те је британска команда наредила повлачење на линију Термопила. Након заузимања Солуна, командант 18. брдског корпуса, генерал брдских трупа Франц Беме, наредио је да трупе под његовом командом наступају с обе стране планине Олимп и заузму Ларису, чиме би се спречило повлачење британских и грчких снага из централне Македоније.
Генерал Беме је одлучио да развије 2. оклопну и 6. брдску дивизију тако шро би на десном крилу наступа једна борбена група 2. оклопне дивизије, северно од планине Олимп, ка Еласону, где су одбрану биле организовале аустралијске снаге. На левом крилу је друга борбена група 2. оклопне дивизије требало да напредује дуж железничке пруге, између планине и мора, са задатком да се пробија кроз кланац Темпе према Лариси. У центру немачког распореда била је 6. брдска дивизија, са задатком да наступа право преко Олимпа и избије у позадину британских и грчких снага у кланцу Темпе.
14. априла 2. оклопна дивизија прелази реку Алиакмон (Бистрица) у близини њене окуке и улази у Катерини, три сата након што је 9. оклопна дивизија заузела Козани, на западној страни Вермионских планина. 5. брдска и 72. пешадијска дивизија напредовале су скоро паралелно са 2. оклопном дивизијом.
15. април, тада пуковник, Херман Балк, командант 3. оклопног пука 2. оклопне дивизије примио је команду над левом бочном борбеном групом 2. оклопне дивизије.
Та борбена груша била је заустављена пред гребеном који се протеже између Олимпа и мора. Рушевине старе тврђаве доминирале су превојем преко кога ја обални пут водио у Платамон. Немачком напредовању се био супротставио 21. новозеландски батаљон 2. новозеландске дивизије са једном батеријиом – четири топа калибра 75 мм и једним водом инжењерије. 21. новозеландски батаљон није располагао противтенковском артиљеријом јер је командант новозеландских снага је био је убеђен да је земљиште испред његовоих положаја потпуно неподесно за употребу тенкова и да треба очекивати само пешадијске нападе. Новозеланђани су добро маскирани чврсто држали гребен, а немачки 2. мотоциклистички батаљон био је присиљен да залегне у густом жбуњу испред британских положаја. Немачка артиљеријска подршка је била дословно немоћна јер није успела да пронађе циљеве. Тада су пристигла немачка појачања – 1. батаљон 3. оклопног пука, 2. батаљон 304. пешадијског пука и чета инжињерије. Дубоко испресецани земљиште, покривено густим жбуњем, било је веома неподесно за употребу тенкова који су били везани за путеве, а извиђањем су немачке снаге установиле да су путеви били минирани.
Након пажљивог личног извиђања, пуковник Балк је закључио да је једина нада у успех била у широком обилазном маневру пешадије. Земљиште је на обронцима Олимпа било је веома тешко, чак и за пешаке, али је баш због тога било вероватно да није добро заштићено. Баш услед тога немачким тенковима је било наређено да врше демонстративни напад, да би под њиховом заштитом 2. мотоциклистички батаљон био повучен са положаја и без транспортних средстава био упућен у широки бочни маневар. Њега је пратио 2. батаљон повучен 304. пешадисјког пука, који је баш због тога био скренут још више удесно да би извршио ноћни марш под невероватним тешкоћама преко непознатог земљишта, покривеног жбуњем и камењаром и испресецаног дубоким јаругама. Токон ноћи наспрам положаја 21. новозеландског батаљона Немци су оставили само чету инжењерије да заштити тенкове и артиљерију.
Следећег јутра је специјални диверзиони одред који је требало да заобиђе платамонске положаје морем и да са једним моторним и три десантна чамаца уплови у реку Пиниос и заузме мост на путу ка Лариси морао је да се врати због веома узбурканог мора.
Ујутро 16. априла 2. оклопна дивизија поновила је напад на платамонски превој. Овог пута 2. оклопна дивизија је у нападу употребила око стотину тенкова, два батаљона пешадије, 12 топова калибра 105 мм, четири топа калибра 150 мм као и осталу артиљерију и техничке јединице.
Немачки план напада укључивао је истовремени фронтални и напад са бока. Након темељне артиљеријске припреме напад је отпочео у 09:00 часова. Покрети на новозеландским положајима, који су били примећени испред фронта, указивали су на то да се врши повлачење те је пуковник Балк је одмах наредио тенковима да се пробијају напред и, не обазирући се на земљиште нападну. Истовремено мотоциклистички батаљон напао је лево крило Новозеланђана док се немачка пешадија пробила удесно, у позадину новозеландских положаја и потпуно их изненадила.
Немачки удар с бока је добро напредовао. Западни крај превоја је заузет након борбе прса-о-прса, после чега су немачки тенкови заузели цео положај. Новозеландски батаљон се повукао, оставивши тешко наоружање, транспорт и опрему, прешао реку Пиниос трпећи при том само лакше губитке.
О гоњењу Новозеланђана Немци нису могли ни да размишљају, јер је пешадија била исцрпљена ноћним маршем и што је у расположовом времену било практично немогуће покренути тенкове и остала возила по најлошијим сеоским путевима. Немачки тенкови покушали су да се пробију али нису успели да се спусте ниж јужну падину превоја. Железнички тунел у близини обале мора био је дигнут у ваздух и непроходан. Једна чета тенкова покушала је да се пробије ивицом пута дуж морске обале, али није успела у томе. На крају су тенкови морали бити претегљени преко превоја тако да је 17. априла рано ујутру, и поред веома великих напора и изгубљеног драгоценог времена, само 30 тенкова било расположиво за даље напредовање.
Неколицину људи који су још имали нешто снаге, пуковник Балк је упутио у извиђање према источном улазу у клисуру Темпе кроз који протиче река Пиниос, док су инжињерци отпочели разминирње широког обима да би се тенкови отворио пут.
Заузевши превоје преко планине Пинд, немачке оклопне трупе су одсекле одступницу грчким дивизијама које су се повлачиле из Албаније.
У подне 17. априла две чете тенкова 2. оклопне дивизије стигле су до улаза у клисуру Темпе, веома уску клисуру са скоро вертикалним страницама са обе стране реке Пиниос. Железничка пруга Солун - Атина, дуж које је вод тенкова покушавао споро да напредује, била је постављена уз уску северну обалу реке, док је пут увијао тик изнад речног корита на јужној обали кланца. Немачким трупама је пут био неприступачан јер је река Пиниос текла кроз клисуру као страшна бујица, преко реке није било мостова, а средства за прелаз још им нису била пристигла. 
Једна тенковска чета веома пажљиво је продужила напредовање дуж железничке пруге; трупе су биле упозорене да ни у комслучају се не смеју прикупљати у овом узаном пролазу, где би само неколико хитаца британске артиљерије могло направити пустош. У почетку је покрет дуж пруге ишао прилично глатко – први тунел је био нетакнут, али је други био у средини разрушен и тенкови нису могли да напредују даље.
6. брдска дивизија прешла је преко планина и избила је на излаз Пиниоског кланца једино да би затекли уништене мостове и скелу а железничке шине блокиране. Изнурене брдске трупе наишле су на јаку митраљеску ватру са јужне обале реке.
Само пуком срећом по Немце патроле су пронашле место где је река Пиниос била једним острвом подељена на два дела, те је управо било могуће да је тенкови пређу сопственом снагом. Пуковник Балк је одлучио да ради покушаја ризикује један тенк. Он је прешао реку. До сумрака и друга два су успешно прешла, али је прелазак био веома опасан и тежак, па је сваком тенку за ово требало између пола сата до сат времена. Некима је вода била ушла у мотор или су се заглибили у мочвари и нису се могли дање кретати. Ипак су прва три тенка напредовала дуж пута. Они су наишли на порушени део који су бранили Новозеланђани. Но, како новозеландске трупе нису имале ни један противтенковси топ побегле су чим су приметили тенкове. Из пука оклопне пешадије Балк је послао напред патроле да оправе пут и мада су Британци током ноћи 18-19. априла 1941. држали долину под тешком ватром, немачке трупе су имале мало губитака.
Прелазак преко реке Пиниос продужио се дању и ноћу и у подне 18. априла пуковник Балк је на северном улазу у кланац прикупио један тенковски и један пешадијски батаљон који је прешао реку на сплавовима. Ни једно возило на тачковима није могло да пређе реку, већ само четири топа калибра 105 мм. Пуковник Балк је одмах те снаге упутио на новозеландске заштинице код северног улаза у кланац Темпе, док су трупе 6. брдске дивизије покушавале да заобиђу новозеландски батаљон који је био пред уништењем. Тиме је битка за Пиниоски кланац била окончана.
Аустралисјка 16. бригада држала је прилазе Лариси. Она је била под великим притиском 6. брдске дивизије која је напредова преко планинског масива Олимпа и десне бочне борбене групе 2. оклопне дивизије код Еласона. Напредовање трупа пд заповедништвом пуковника Балка преко терена који се сматрао непоходним, решио је исход битке, а немачки тенкови ускоро су избили на отворено земљиште и продужили брзо напредовање за Ларису, све док крај дана није зауставио њихов покрет. Током ноћи аустралијске трупе су се повукле, а у зору 19. априла Балкова борбена група улази у Ларису и заузимају аеродром на коме су Британци оставили нетакнута пуна складишта. Пресретање десет британских камиона пуних залиха и горива омогућило је челним јединицама да наставе даље напредовање без заустављања.
Лука Волос, преко које су Британци успели да извуку бројне јединице, пала је 21. априла; у Волосу су Немци заробили велике количине дизела и мазута. Истог дана капитуалирала је грчка армија у Епиру.
Један британски обавештајни извештај који је пао у немачке руке описао је ова догађај: „Немачки 3. оклопни пук не зна за тешкоће покрета и савлађује земљиште за које се сматра да је апсолутно непролазно за тенкове.“ Службена новозеландска брошура „С друге стране брда“ („The Other Side of the Hill“) на осмој страни пише о операцији пуковника Балка код планине Олимп: „Ретко су у рату тенкови били вођени преко овако тешког земљишта, или се пешадија са већ пређених више од 500 km пробијала напред тако брзо, под тако тешким условима; то је био рекорд на који свако војник може бити поносан.“
Сем из овог аспекта, успех пуковника Балка треба да буде забележен и због његове смелости да раздвоји своју пешадију од њеног транспорта и упути је широким бочним покретима, који би стварно могли бити поверени само добро увежбаним брдским јединицама. Балк је у свом извештају указао да су немачки тенкови и тегљачи били једина возила способан да савладају тако изузетно тежак терен и дошао до закључка да сав транспорт на точковима треба да буде елиминисан из оклопних јединица, па чак и возила за снабдевање треба да буду гусенична или полугусенична – што ће се касније потпуно потврдити током операција у Совјетском Савезу.
Током борби у подручју планине Олимп Немци нису могли да снабдевају своје трупе услед веома лоших путева и гужви у саобраћају. Пуковник Балк је то потврдио у свом извештају, написавши да је заиста било немогуће евакуисати рањенике или дотурити гориво до истурених јединица, све док Лариса није била заузета. Ове потешкоће биле су ублажене снабдевањем из ваздуха и дотуром муниције, залиха и горива морским путем – тегљенем баржи дуж обале Егејског мора, а затим прекрцавањем у чамце и транспортовањем реком Пиниос, и на крају претоваривањем на волове и магарце. Срећом чим је био заузет аеродром код Ларисе, немачка Врховна команда је послала неколико авиона са погонским горивом да би се омогућио продужетак напредовања.
Узалудни покушаји грчких дивизија које су се повлачиле из Албаније да се пробију у централну Грчку постали су бесмислени, па су оне 23. априла потписале капитулацију.
Након што су 5. оклопна и 6. брдска дивизија пробиле веома одлучну британску одбрану код Термопила током ноћи 24-25. априла 2. оклопна дивизија је наставила напредовање уз једнодневни одмор.
Заузимање Коринтског земљоуза и Коринтског канала у зору 26. априла од стране немачких падобранских јединица био је значајан подухват, с тим што ова акција није успела да спречи британску евакуацију у правцу Атике и Пелопоноза.
Мотоциклистички батаљон 2. оклопне, који је био прешао на острво Еубеју да би заузела луку Калкис а затим се вратила на копно, добио је задатак да заобиђе британску заштитницу. Овај батаљон наилазио је само на незнатан отпор и 27. априла улази у Атину заједно са челним јединицама 6. брдске дивизије. У грчкој престоници Немци су заробили велику количину горива, више хиљада тона муниције, десет камиона натоварених шећером као и десет камионских приколица других залиха. Поред тога немачке трупе заробиле су и разни други ратни материјал, оружје и санитетски материјал.
У Атини је 3. маја 1941. 2. оклопна дивизија учествовала у свечаној паради. Тенкови, моторизација и људство, продефиловали су пред фелдмаршалом Вилхелмом Листом.
Након параде 2. оклопну дивизију је требало веома брзо попунити и освежити а затим пребацити у подручје концентрације за напад на СССР. Ради што бржег пребацивања, део дивизије „на точковима“ – камиони, лака борбена и извиђачка возила, као и друга моторна возила – били су упућени сувоземним путем кроз Грчку, преко Флорине, Велеса, Призрена и Пећи до Котора и Дубровника, па уз море до Сплита и Шибеника. Ту су возила, опрема и људство, били укрцавани у возове да би наствавили пут до Трста, а одатле преко превоја Бренер, кроз Аустрију у Немачку, до града Аугсбурга, који је био одређен за ремонт мотора и замену похабаних делова у возилима. На тај начин је био пребачен само један део 2. оклопне дивзије.
Други део ове јединице, онај „на гусеницама“, спороходнији и много тежи, био је укрцан у Коринтском заливу, у луци Патрас на теретне бродове типа „фрахтер“ – „Кибфелс“ и „Марбург“. У првом товару који је био укрцан на ова два брода били су тенкови, оклопа кола са гусеницама, оклопни транспортери и вучна возила на гусеницама – тзв. „тегљачи“. Тај товар је био превезен преко Јонског мора у италијанску луку Таранто. Ту је транспорт био утоварен у железничке вагоне и превезн преко Италије у Немачку, на ремонт, попуну и освежење. Требало је ту операцију извести још једном. Када су са укрцаним преосталим возилима „Кибфелс“ и „Марбург“ били испловили из Патраса и чим су се мало удаљили од острва Кефалоније у Јонском мору држећи курс ка Таранту, уочила их је британска подморница. Са два добро темпирана торпеда оба брода су била тако погођена да су са тешким теретом веома брзо потонула. Због тога је 2. оклопне дивизије остала без половине „гусеничарског“ састава након балканске кампање.

## Источни фронт
Као део појачања Групе армија „Центар“ 2. оклопна дивизија кренула је ка Истоку у два дела. Део дивизије „на точковима“ био је допремљен у рејон Гродна, а део „на гусеницама“, много дубље, у територији Совјетског Савеза, код Смоленска крајем септембра 1941. Чак ни тог месеца 2. оклопна диивзија није примила први борбени задатак, но тек нешто касније, ушавши у састав 40. оклопног корпуса 4. оклопне армије.
РАТНИ ДНЕВНИК 2. оклопне дивизије (извод):
2. октобар 1941. 
„Заузет положај на реци Десни ради онемогућавања непријатељског пробоја из окружења …“
Тада су већ увелико беснеле битке код Вјазме и Брјанска. То је била последица „секундарног фактора“ – фактора закашњења у случају 2. оклопне дивизије.
Током Битке за Москву, извиђачки елементи дивизије допрли су до предграђа на само девет километара од центра Москве. Неки од припадника ових јединица тврдили су чак да су видели торњеве Кремља у даљини.
Након преласка Вермахта у дефанзиву у зиму 1941, дивизија је била принуђена на повлачење праћено сталним контранападима Црвене армије. Током првих месеци 1942, као део 9. армије учествовала је у многим дефанзивним дејствима.
1943. 2. оклопна дивизија је као део 47. оклопног корпуса, 9. армије Групе армија „Центар“ учествовала у операцији „Цитадела“ – Курска битка. Та операција је била заустављена када су Савезници отпочели искрцавање на Сицилију – операција „Хаски“. Током повлачења под борбом дивизија је претрпела тешке губитке.

## Француска и Битка за Нормандију
Због опоравка, ремонта и попуне након веома тешких борби 2. окопна дивизија је била послата у Француску, конкретно у Амјен на Соми. Међутим, када је отпочела инвазија на Нормандију, 6. јуна 1944, 2. оклопна дивизија није била одмах послата у Нормандију, већ је остала у Амјену услед погрешне Хитлерове процене да ће уследити друго и главно искрцавање у рејону Па де Калеа. Ову идеју су додатно потхрањивали Британци користећи своје двоструке агенте. Услед тога, али и штете нанесене деловањем покрета отпора и савезничким ваздушним нападима, 2. оклопна дивизија није стигла на фронт у Нормандији све до јула. Када је стигла, сукобила се са трупама британске 50. пешадисјке и 7. оклопне дивизије. Пошто је учествовала у многим биткама и контранападима, са последњих 25 тенкова учествовала у неупешном контранападу на Мортаин. Нешто касније је била опкољена у „Џепу код Фалеза“, али је успела да се извуче уз велике људске и материјалне губитке. Ипак, одбранила је пресудне положаје, не дозволивши Савезницима да затворе „џеп“ све док се велики број немачких војника није извукао.

## Немачка 1944. г
Скоро потпуно дестекована, дивизија је била послата у Битбург (нем. Bitburg) у Немачкој, ради поновне реорганизације сјединивши се притом са мањим остацима 352. пешадисјке дивизије. Услед недостатка у материјалним средствима којима је Нацистичка Немачка била погођена, било је значајно смањен формацијски састав тенкова, тако да су неке од њених чета биле опремљене само са јуришним топовима. Позитивна новост била је да је 2. оклопна дивизија добила батаљон Панцера V „Пантер“.

### Битка у Арденима
Током Арденске битке, у децембру 1944. и јануарау 1945, претходница оклопне колоне пробила се дубоко иза савезничких линија. Међутим, била је присиљена да се повуче услед контранапада армије Сједињених Држава и немогућности да узврати напад због недостатка горива код немачких дивизија.
Након одмора и попуне у Немачкој дивизија је поново била послата на Западни фронт, с обзиром да је прбачена у састав 5. оклопне армије – у 47. оклопни корпус – која је припремала офанзиву у подручју Ардена, у Белгији. Почетком новембра 2. оклопна дивизија је стигла на фронт смењујући 26. дивизију „народних гренадира“. Пре почетка офанзиве 2. оклоппна дивизија била је прикупљана у околини Грослитгена (нем. Großlittgen), на осам километара северозападно од града Витлиха (нем. Wittlich).
Током коначног распореда немачких снага за предстојећи напад, између 9. и 12. децембра, који су били испланирани до насјитиних детаља и временски веома тачно уклопљени, 2. оклопна дивизија сусрела се две велике потешкоће. Највећа потешкоћа била је по сваку цену избећи судар и запетљавање јединица са другим дивизијама. Заједно са Наставном оклопном „Лер“ дивизијом 2. оклопна дивизија требало је да прође са рејона прикупљања из позадине, кроз позадину 7. армије, до рејона прикупљања у првим борбеним линијама. Још једна велика потешкоћа била је померање артиљерије – и топова и минобацача – на ватрене положаје. Због забране приласка моторним возилима на мање од пет километара линији фронта, сва артиљерија је морала бити претегљена на рукама или коњском запрегом. Током ноћи 14. децембра 2. оклопна дивизија је била распоређена на своје полазне положаје. 47. оклопни корпус се налазио на левом крилу 5. оклопне армије, а 2. оклопна дивизија је била на његовом десном крилу.
До 17. децембра је 2. оклопна дивизија добро напредовала северно од Бастоња. Но, ова дивизија је изгубила драгоцено време покушавајући да уништи америчке трупе окружене у Бастоњу и све то услед грешке учињене 18. децембра, када је дивизија била скренута са свог напредовања ка Мези, у складу са првобитном плану, када је пут био практично отворен. Тако би Бастоњ могао бити врло лако заузет потпуним опкољавањем.
21. децембра тек око поднева је 2. оклопна дивизија се, као најистуренији део 47. оклопног корпуса, пробила између Ла Роша и Сент Хуберта – иако је према плану требало да буде на десној обали Мезе још четвртог дана офанзива, 19. децембра.
22. децембра 2. оклопна дивизија била је југоисточно од Маршеа и очигледно је било да се добро напредује ка Мези. 23. децембра извиђачки батаљон ове дивизије, а до 24. децембра и челне јединице, пробиле су се на узвишице код Фој Нотр Дама, на само четири километра од реке Мезе код Динанта. Ту су чекали гориво и појачања да би наставиле са пробојем низ падину ка реци, чиме би не само немачка 5. оклопна армија но и цела немачка офанзива могла наставити преко Мезе ка северозападу. Међутим, ни гориво ни појачања нису никада стигли.
На католички Божић, 25. децембра, највећи део 2. оклопне дивизије био је опкољен када је америчка 2. оклопна дивизија неочекивано напала са севера док се неколико дивизија америчке 3. армије, под командом генерала Џорџа Патона, уз непосредну подршку савезничке авијације, пробијало са југа с главним циљем да ослободе Бастоњ окружења. Са веома мало тенкова дивизија је успела да се пробије из окружења и да се озвуче до немачких линија.

### Битка на Рајни
Иако са веома смањеном ефективношћу 2. оклопна дивизија је у пролеће 1945. учествовала у бици на Рајни, у којој је Вермахт хтео да спречи прелазак Савезника преко реке. Дивизија је помагала делове 13. корпуса 7. армије Групе армија „Б“. Њена последња акција била је одбрана града Фулде, током априла 1945, а 7. маја, заједно са остацима 12. корпуса 7. армије предала се америчким трупама.

## Ратни злочини
Током борби у Пољској септембра 1939. војници, припадници ове дивизије, учествовали су у бруталном понашању према пољским грађанима. 5. септембра 1939. године близу града Топорзиско-Бистра предао се један пољски војник након што је одсечен од своје јединице. Војници ове дивизије наредили су му да трчи, а затим су га устрелили под изговором да је покушао да побегне.

## Команданти
- Пуковник Хајнц Гудеријан (Од формирања до 31. јануар 1938. )
- Генераллајтнант Рудолф Вејел (од 1. фебруара 1938. до 17. фебруара 1942. )
- Генераллајтнант Ханс –Карл Фрајер фон Езебек (од 17. фебруара 1942. до 31. маја 1942. ) (одмор)
- Генералмајор Арно фон Ленски (од 1. јуна 1942. до 30. јуна 1942. )
- Генераллајтнант Ханс –Карл Фрајер фон Езебек (од 1. јула 1942. до 10. августа 1942. ) (рањен)
- Пуковник Карл Фабиунке (од 5. септембра 1942. до 30. септембра 1942. )
- Генераллајтнант Фолрат Либе (од 1. октобра 1942. до 31. јануара 1944. )
- Генераллајтнант Хајнрих фон Лутвитц (од 1. фебруара 1944. до 4. маја 1944. ) (одмор)
- Генераллајтнант Франц Вестхофен (од 5. маја 1944. до 26. маја 1944. )
- Генераллајтнант Хајнрих фон Лутвитц (од 27. маја 1944. до 31. августа 1944. )
- Пуковник Еберхард фон Ностиц (од 1. септембра 1944. до 4. септембра 1944. )
- Генералмајор Хенинг Шенфелд (од 5. септембра 1944. до 14. децембра 1944. )
- Генералмајор Мајнрад фон Лаухерт (од 15. децембра 1944. до 19. марта 1945. )
- Генералмајор Оскар Мунцел (од 20. марта 1945. до 3. априла 1945. )
- Начелник оперативног штаба мајор, Валдемар фон Гацен (од 3. априла 1945. до 4. априла 1945. )
- Пуковник Карл Штролброк (од 4. априла 1945. до 8. маја 1945. )